# Нечай, Михаил Потапович
Михаил Потапович Нечай (укр. Нечай Михайло Потапович; 1919 — 1995) — украинский советский писатель, член Союза писателей УССР (1959).

## Биография
Родился в семье хлеборобов, окончил среднюю школу. В 1936–1937 – ответственный секретарь межевской районной газеты «Звезда». В 1941 окончил Днепропетровский университет. С 1941 по 1947 служил политработником на Балтийском и Тихоокеанском флотах. С 1948 до 1956 – заведующий отделом сельского хозяйства, с 1956 до 1959 – ответственный секретарь областной газеты «Заря». С 1960 до 1966 — ответственный секретарь Днепропетровского отдела СП УССР. С 1966 – на творческой работе. Герои книг – простые люди, честные, смелые, мужественные, трудолюбивые, отстаивающие справедливость и правду, мир и добродетель. Доминантой в эмоциональной палитре его произведений есть любовь – к человеку, к жизни, к природе, к родине и вера в светлое будущее. Его писательской манере присущи внимание к факту, образности, фольклорности, исповедальности. В переводе на русском языке опубликовал роман-трилогию «Любовь и память» (Москва, 1987), а также несколько повестей.